# Laura Närhi
Laura Närhi (née le 19 janvier 1978[réf. nécessaire]) est une chanteuse pop finlandaise. D'abord chanteuse dans le groupe Kemopetrol, elle a commencé une carrière solo avec l'album Suuri sydän sorti en août 2010  et s'est vendu à plus de 30.000 exemplaires en Finlande. Il a atteint la troisième place au Finnish Albums Chart.

## Discographie

### Albums
- 2010 Suuri sydän
- 2012 Tuhlari

### Singles
- 2002: "Kuutamolla (Se ei mee pois)"
- 2010: "Jää mun luo"
- 2010: "Tämä on totta"
- 2010: "Mä annan sut pois" I'll let you go
- 2011: "Kaksi irrallaan" Two Untethered
- 2012: "Hetken tie on kevyt"
- 2012: "Tuhlari"
- 2012: "Siskoni" My Sister(featuring Erin)